# Тейшу
Тейшу (рум. Teișu) — село у повіті Бузеу в Румунії. Входить до складу комуни Козієнь.
Село розташоване на відстані 102 км на північ від Бухареста, 32 км на північний захід від Бузеу, 121 км на захід від Галаца, 78 км на південний схід від Брашова.

## Населення
За даними перепису населення 2002 року у селі проживали 110 осіб, з них 109 осіб (99,1%) румунів. Рідною мовою 109 осіб (99,1%) назвали румунську.